# Encarsia siphonini
Encarsia siphonini är en stekelart som beskrevs av Filippo Silvestri 1915. Encarsia siphonini ingår i släktet Encarsia och familjen växtlussteklar.
Artens utbredningsområde är Eritrea. Inga underarter finns listade i Catalogue of Life.